# Coenochilus planipennis
Coenochilus planipennis är en skalbaggsart som beskrevs av Moser 1911. Coenochilus planipennis ingår i släktet Coenochilus och familjen Cetoniidae. Inga underarter finns listade i Catalogue of Life.